# 1992–1993-as magyar női vízilabda-bajnokság
Az 1992–1993-as magyar női vízilabda-bajnokság a tizedik magyar női vízilabda-bajnokság volt. A bajnokságban öt csapat indult el, a csapatok öt kört játszottak.

## Tabella
| #  | Csapat               | M  | Gy | D | V  | G+  | G-  | P  |
| -- | -------------------- | -- | -- | - | -- | --- | --- | -- |
| 1. | BVSC-Steffl          | 20 | 15 | 3 | 2  | 223 | 133 | 33 |
| 2. | Hungerit-Szentesi SC | 20 | 14 | 2 | 4  | 212 | 125 | 30 |
| 3. | OSC                  | 20 | 10 | 2 | 8  | 210 | 172 | 22 |
| 4. | Vasas SC             | 20 | 7  | 1 | 12 | 172 | 176 | 15 |
| 5. | Eger SE              | 20 | 0  | 0 | 20 | 103 | 314 | 0  |

* M: Mérkőzés Gy: Győzelem D: Döntetlen V: Vereség G+: Dobott gól G-: Kapott gól P: Pont
A bajnok BVSC játékoskerete: Dancsa Katalin, Gál Katalin, Gyuris Katalin, Kertész Zsuzsa, Mazug Angelika, Miklósfalvy Éva, Rafael Irén, Rédei Katalin, Sára Adrienn, Szalkay Orsolya, Szolga Edit, Szentkereszti Gabriella, Takács Ildikó, Varga Zita, vezetőedző: Györe Lajos